# Сурхандарья
Сурхандарья — река в Узбекистане, правый приток Амударьи.
Название обычно возводят к таджикскому «красная река» (тадж. сурх — красный, дарья — река).
Образуется при слиянии рек Тупалангдарья и Каратаг, стекающих с южного склона Гиссарского хребта. Длина реки составляет 175 км (от истока реки Каратаг — 287 км), площадь бассейна 13 500 км². Половодье длится с июня по август. Средний расход воды в 6 км от устья (створ Мангузар) составляет 65,8 м³/с. На реке находится Южно-Сурханское водохранилище.
В начале I тысячелетия н. э. воды Сурхандарьи орошали обширные земли Шерабодского оазиса, в её долине находились процветающие города Термез, Дальверзин-Тепе и Зар-тепе.